# Championnats d'Afrique de lutte 2003
Navigation
Édition précédente Édition suivante
Les Championnats d'Afrique de lutte 2003 se déroulent en mai 2003 au Caire, en Égypte. 

## Podiums

### Lutte libre
| Catégories | Or                                 | Argent                              | Bronze                         |
| ---------- | ---------------------------------- | ----------------------------------- | ------------------------------ |
| 55 kg      | Shaun Williams (RSA)               | Tarek Ano Wafa (EGY)                | Omar Hamada (ALG)              |
| 60 kg      | Ali Mohamed Hassan Abu Taleb (EGY) | Jacques Schoeman (RSA)              | Mohamed Amine Benhammadi (ALG) |
| 66 kg      | Walid Hassab El Nabi (EGY)         | Farid Hanoun (ALG)                  | Ali Belkchairi (MAR)           |
| 74 kg      | Corne Erasmus (RSA)                | Sharif Adlane (ALG)                 | Jabeur Dridi (TUN)             |
| 84 kg      | Arnoldus Johannes Lottering (RSA)  | Mohamed Ali Bouzaiane (TUN)         | Ahmed Ibrahim Ibrahim (EGY)    |
| 96 kg      | Saleh Moustafa (EGY)               | Steven van Eeden (RSA)              | Samir Bouguerra (ALG)          |
| 120 kg     | Steven van Eeden (RSA)             | Hisham Abdelwahab Abdelmoamen (EGY) | Sofiane Akrout (TUN)           |

### Lutte gréco-romaine
| Catégories | Or                               | Argent                      | Bronze                   |
| ---------- | -------------------------------- | --------------------------- | ------------------------ |
| 55 kg      | Mohamed Moustafa Abu Elela (EGY) | Samir Ben Chenaf (ALG)      | Ziad Kefi (TUN)          |
| 60 kg      | Ashraf Meligy El Garably (EGY)   | Mohamed Mehdi Jelassi (TUN) | Mohamed Zoghbi (ALG)     |
| 66 kg      | Mohamed Barguaoui (TUN)          | Ibrahim Magdy Gaber (EGY)   | Hicham Mihoubi (ALG)     |
| 74 kg      | Ahmed Said Mohammady (EGY)       | Ahmed Fortas (ALG)          | Badreddine Amdouni (TUN) |
| 84 kg      | Amor Bach Hamba (TUN)            | Ahmed Mahmoud Shaker (EGY)  | Samir Bouguerra (ALG)    |
| 96 kg      | Mohamed El Said Mohamed (EGY)    | Benhamad Redah (ALG)        | Steven van Eeden (RSA)   |
| 120 kg     | Yasser Abdelrahman Ali (EGY)     | Craig Cramer (RSA)          | Aymen Ben Ftima (TUN)    |

### Lutte féminine
| Catégories | Or                            | Argent                        | Bronze                   |
| ---------- | ----------------------------- | ----------------------------- | ------------------------ |
| 48 kg      | Fadhila Louati (TUN)          | Rajib Rajaa (MAR)             | Manar Saeed (EGY)        |
| 51 kg      | Ghada Rabaa Saied (EGY)       | Nour El Houda Bejaoui (TUN)   | Chantel Roussouw (RSA)   |
| 55 kg      | Faiza Bejaoui (TUN)           | Rasha Mohamed Elneklawy (EGY) | Magdeleine van As (RSA)  |
| 59 kg      | Doaa Ahmed Maher (EGY)        | Samia Bejaoui (TUN)           | Christelle Wiehahn (RSA) |
| 63 kg      | Soumaya Ben Sassi (TUN)       | Abeir Abd El Wahab (EGY)      | Marlise Ras (RSA)        |
| 67 kg      | Yousria Magdy Elberhamy (EGY) | Kaouthmen Ghanmi (TUN)        | C. du Toit (RSA)         |
| 72 kg      | Saida Riabi (TUN)             | Sara Ahmed Maher (EGY)        | Lorinda Bence (RSA)      |